# Kanton Secondigny
Kanton Secondigny is een voormalig kanton van het Franse departement Deux-Sèvres. Kanton Secondigny maakte deel uit van het arrondissement Parthenay en telde 7013 inwoners (1999). Het werd opgeheven bij decreet van 18 februari 2014 met uitwerking op 22 maart 2015.

## Gemeenten
Het kanton Secondigny omvatte de volgende gemeenten:
- Allonne
- Azay-sur-Thouet
- Le Retail
- Neuvy-Bouin
- Pougne-Hérisson
- Saint-Aubin-le-Cloud
- Secondigny (hoofdplaats)
- Vernoux-en-Gâtine